# Schizotetranychus asparagi
Schizotetranychus asparagi är en spindeldjursart som först beskrevs av Oudemans 1928.  Schizotetranychus asparagi ingår i släktet Schizotetranychus och familjen Tetranychidae. Inga underarter finns listade i Catalogue of Life.